# مزدوری برای عدالت
مزدوری برای عدالت (به انگلیسی: Mercenary for Justice) یک فیلم ویدئویی اکشن با بازی استیون_سیگال و لوک_گاس‌ است. این فیلم به صورت فیلم ویدئویی در تاریخ ۱۸ آوریل ۲۰۰۶ منتشر شد. فیلمبرداری اصلی در کیپ‌تاون آفریقای جنوبی انجام شد.